# Ribeira Seca (Ribeira Grande)
Ribeira Seca es una freguesia portuguesa perteneciente al municipio de Ribeira Grande, situado en la Isla de São Miguel, Región Autónoma de Azores. Posee un área de 12,51 km² y una población total de 2 550 habitantes (2001). La densidad poblacional asciende a 203,8 hab/km². Se encuentra a una latitud de 37°43' N y una longitud 25°35' O. La freguesia se encuentra a 20 m s. n. m.
- Datos: Q2451828
- Multimedia: Ribeira Seca (Ribeira Grande) / Q2451828

1. ↑  Worldpostalcodes.org,código postal n.º 9600-217.